# Vasundhara Das
Vasundhara Das (tamil: வசுந்தரா தாஸ்), född 1977 i Bangalore, är en indisk skådespelare och sångerska. Hon började skådespela med Kamal Hasan i filmen Hey Ram (1999) och hennes playbacksångkarriär började när hon jobbade med A. R. Rahman i den tamilspråkiga filmen Mudhalvan. Vasundhara Das har också spelat in ett album med låtar som inte varit med i filmer på språk som tamil, kannada, engelska, franska och hindi.
Hon bildade musikgruppen Arya tillsammans med Roberto Narain. Bandet består av musiker från olika bakgrunder, och låtarna växlar mellan hindustani och karnatisk klassisk musik till jazz, rock, pop och latino. Aryas musik klassas ofta som världsmusik. Det första framträdandet var vid den prestigefyllda festivalen La Mar de MUsicas i Spanien 2003. Bandet hade också en turné i USA i september 2004.

## Filmografi
- Hey Ram (1999), tamil och hindi
- Monsoon Wedding (2000), hindi
- Citizen (2001, tamil)
- Ravana Prabhu (2001, malayalam)
- Lankesh Patrike (2002, kannada)
- Filmstar (2003, hindi)
- Pathar Bezubaan (2004, hindi)
- Kudiyon Ka Hai Zamaana (2004-05, hindi)
- Eik Dastak (2004-05, hindi)